# Tweede Kamerverkiezingen 1982/Kandidatenlijst/CPN
Dit is de kandidatenlijst voor de Tweede Kamerverkiezingen 1982 van de CPN. De partij had een lijstverbinding met de PSP.

## De lijst
- vet: verkozen
- schuin: voorkeurdrempel overschreden

1. Ina Brouwer - 134.042 stemmen
2. Gijs Schreuders - 3.243
3. Evelien Eshuis - 2.660
4. Marius Ernsting[1] - 945
5. Rieme Wouters - 530
6. David de Leeuw - 504
7. Truus Divendal-Klok - 328
8. Hans Geleijnse - 238
9. Joke van der Zwaard - 751
10. Boe Thio - 182
11. Irene Helle - 204
12. Cora van Dijk - 315
13. Willem van den Berg - 176
14. Anneke de Leeuw - 276
15. John Geelen - 541
16. Joop Schepers - 171
17. Hillie Oosterveld-Vredeveld - 162
18. Jan Berghuis - 197
19. Cora Dekker - 187
20. Joop Stout - 275
21. Anne-Miek Pijpers - 178
22. Annie Pol-Weema - 67
23. Tara Oedayraj Singh Varma - 156
24. Aiko Platje - 121
25. Fenna Bolding - 106
26. Jan Reitsma - 54
27. Douwe Beimin - 46
28. Nel van Dijk - 81
29. Vera Wijnker - 340
30. Joop Mantel - 623

CDA · PvdA · VVD · D'66 · PSP · CPN · SGP · PPR · RPF · GPV · Rechtse Volkspartij · Centrumpartij · EVP · NVU · Kleine Partij · God Met Ons · PPBMWM · SP · DS'70 · RKPN
1918 · 1922 · 1925 · 1929 · 1933 · 1937 · 1946 · 1948 · 1952 · 1956 · 1959 · 1963 · 1967 · 1971 · 1972 · 1977 · 1981 · 1982 · 1986 · 1989